# Ma Yanhong
Dit is een Chinese naam; de familienaam is Ma.
Ma Yanhong (Chinees: 馬 燕紅) (Peking, 5 juli 1963 of 21 maart 1964) is een voormalig turnster uit China. Ze vertegenwoordigde haar vaderland op de Olympische Zomerspelen 1984 in Los Angeles. Ma was de eerste turnster (mannelijk en vrouwelijk) die voor China een gouden medaille ontving op een Wereldkampioenschap, ook was ze de eerste die een gouden medaille voor turnen op de Olympische Spelen behaalde.
Ma was de eerste turnster die de naar haar vernoemde 'Ma' afsprong van de brug ongelijk turnde (soms ook 'The Yanhong' genaamd), een vanuit de buikdraai gemaakte schroefsalto.
Na haar topsportcarrière ging Ma studeren in Groot-Brittannië en de Verenigde Staten, op deze laatste plek was ze ook turncoach in haar vrije tijd. Na haar studie keerde ze terug naar China en startte hier verschillende ondernemingen, gaf ze het commentaar bij verschillende turnevenementen en is ze betrokken bij de promotie en organisatie van sport.
In 2008 was Ma de eerste Chinese vrouw die een plaats kreeg in de 'International Gymnastics Hall of Fame'

## Resultaten

### Olympische Zomerspelen
| Jaar | Plaats      | Resultaten                                                                   |
| ---- | ----------- | ---------------------------------------------------------------------------- |
| 1984 | Los Angeles | Team meerkamp · 6e Individuele meerkamp · Brug ongelijk · 5e Balk · 6e Vloer |

### Wereldkampioenschappen
| Jaar | Plaats     | Resultaten                                                         |
| ---- | ---------- | ------------------------------------------------------------------ |
| 1979 | Fort Worth | 4e Team meerkamp · Brug ongelijk                                   |
| 1981 | Moskou     | Team meerkamp · 4e Individuele meerkamp · Brug ongelijk · 5e Vloer |
| 1983 | Boedapest  | 5e Team meerkamp                                                   |

### Top scores
Hoogst behaalde scores op mondiaal niveau (Olympische Spelen of Wereldkampioenschap finales).
| Onderdeel            | Score  | Wedstrijd                          | Locatie     |
| -------------------- | ------ | ---------------------------------- | ----------- |
| Individuele meerkamp | 77.850 | Olympische Zomerspelen 1984        | Los Angeles |
| Brug ongelijk        | 19.950 | Olympische Zomerspelen 1984        | Los Angeles |
| Balk                 | 19.450 | Olympische Zomerspelen 1984        | Los Angeles |
| Vloer                | 19.450 | Wereldkampioenschappen turnen 1981 | Moskou      |